# Isabelle Goldschmidt-Errera

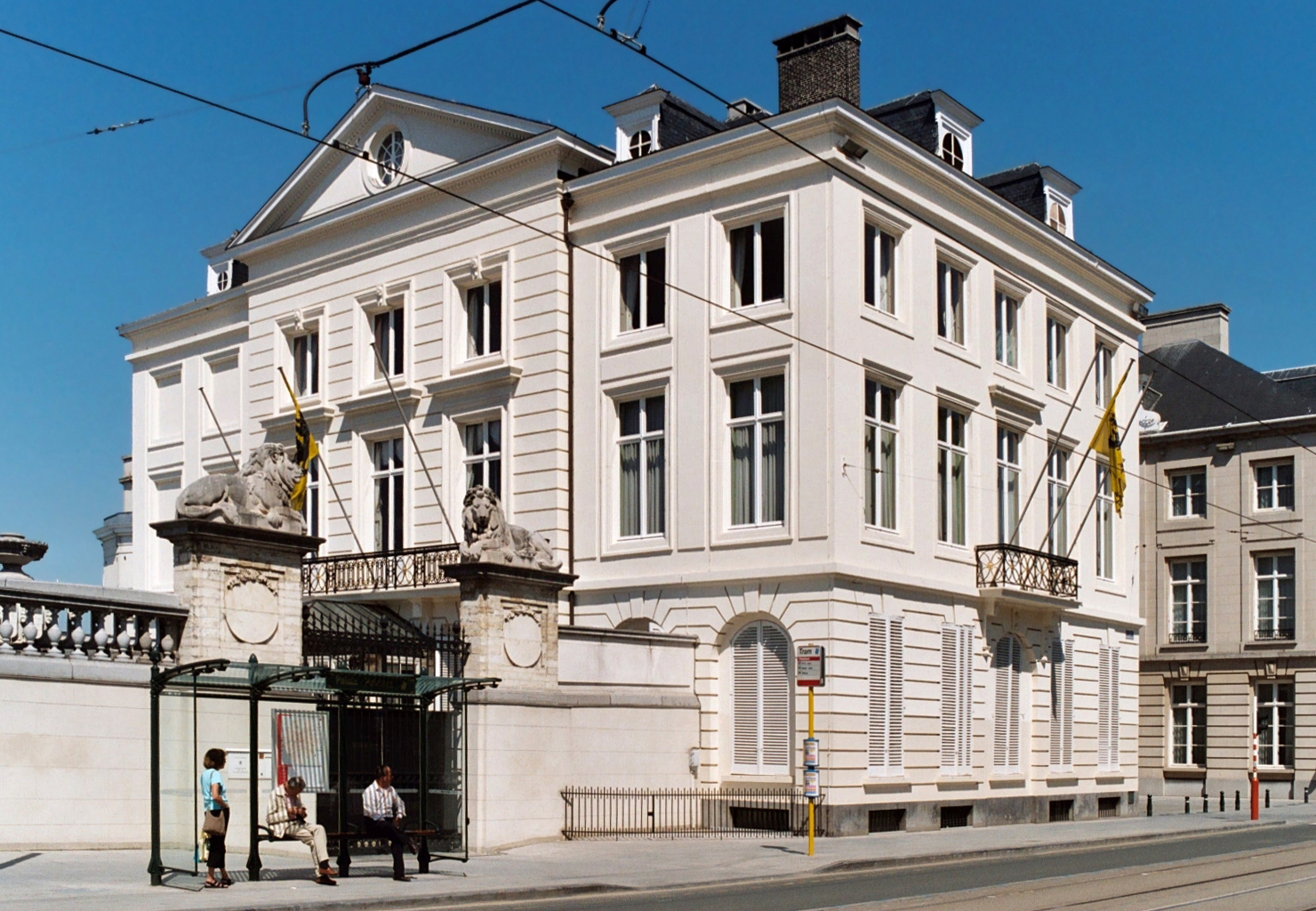
L'Hôtel Errera à Bruxelles, domicile d'Isabelle Errera de 1890 jusqu'à sa mort, aujourd'hui siège du Ministre-président du gouvernement flamand.

Isabelle Alice Errera (née Goldschmidt le 5 avril 1869 à Florence et morte le 23 juin 1929 à Bruxelles, aussi appelée Isabella Alice Errera, est une historienne de l'art belge spécialisée dans le textile.
Goldschmidt-Errera est connue pour sa collection d'œuvre d'art. Son portrait est peint par le peintre belge Fernand Khnopff.

## Biographie
Isabelle Goldschmidt est née à Florence en 1869. Ses parents sont Isaac John Goldschmidt et Sophie Franchetti. Son oncle Giulio Franchetti est un collectionneur de textiles, dont la collection est en partie conservée au musée Bargello de Florence. Celle-ci a fait l'objet d'une exposition au Palazzo Pretorio à Prato en 1981. En 1870, sa sœur Élena Goldschmidt-Franchetti naît à Florence. Un autre oncle est le politicien et écrivain Baron Leopoldo Franchetti.   
Isabelle Goldschmidt épouse l'avocat Paul-Joseph Errera (1860-1922), frère du botaniste Léo Errera, en 1890 à Paris. Ils déménagent à l'hôtel Errera à Bruxelles dans la rue Royale, où Isabelle travaille à partir de 1897 comme conservatrice pour le département textile des Musées royaux des Beaux-Arts de Belgique et Paul Errera comme professeur à l'Université libre de Bruxelles, devenant ensuite recteur de l'institution, et de 1912 à 1921 maire d'Uccle. Isabelle et Paul deviennent mécènes des arts, soutenant les artistes des XX et de La Libre Esthétique. Le portrait d'Isabelle est peint par Fernand Khnopff. 
En 1891, elle devient membre de la Société des mères israélites, une association caritative pour les familles juives les plus pauvres et les orphelins juifs. Pendant la Première Guerre mondiale, elle est active dans la résistance contre l'occupation allemande, et après la guerre, reçoit chez elle des Italiens antifascistes exilés. 
Isabelle Goldschmidt-Errera est surtout connue comme une collectionneuse et une historienne de l'art des textiles, spécialisée dans les textiles égyptiens mais avec une large collection couvrant plusieurs siècles et régions, et comprenant du textile d'avant-garde. Ses deux catalogues sont toujours considérés comme des ouvrages de référence irremplaçables. La salle présentant sa collection au Musée de Bruxelles porte encore son nom et est ornée d'un buste sculpté par Thomas Vinçotte. 764 pièces de sa collection ont été données au musée, tandis que sa bibliothèque a été léguée à l'école d'art de La Cambre après sa mort à Bruxelles en 1929. 
Le chimiste et professeur Jacques Errera était le deuxième de ses enfants. Sa fille, Gabrielle, a épousé l'industriel allemand et philosophe des sciences Paul Oppenheim (en).

## Travaux
- 1901 : Collection d'anciennes étoffes réunies et reconnues
- 1902 : Hôtel Gruuthuuse, Bruges. Juin-septembre 1902. Exposition des primitifs flamands et d'art ancien. Section des tissus et broderies. Catalogue[6]
- 1905 : Collection de broderies anciennes reconnues par madame Isabelle Errera, catalogue du département textile des Musées royaux des Beaux-Arts de Belgique (réimprimé 1907)
- 1916 : Collection d'anciennes étoffes égyptiennes reconnues par Isabelle Errera. Catalogue orné de 454 photogravures
- 1920 : Répertoire des peintures datées